# Manolache Costache Epureanu
Manolache Costache Epureanu (Bârlad o Iași, c. 1824-Schlangenbad, 1880) fue un estadista rumano.

## Biografía
Nació el 22 de agosto de 1820 en Iași o el 19 de septiembre de 1824 en Bârlad. Completó sus estudios en la ciudad alemana de Heidelberg y regresó a su tierra natal e inició su carrera política participando en el movimiento revolucionario de Moldavia (1848) e ingresando en la asamblea ad hoc de Moldavia. En 1860 fue presidente del Consejo bajo el gobierno de Alejandro Juan Cuza y también presidió la Asamblea Constituyente de 1866, que se pronunció en nombre de la dinastía extranjera elegida por el país.
Cuando se formó el gobierno conservador bajo la presidencia de Lascăr Catargiu, Epureanu le dio su apoyo. Fue presidente del Consejo en 1870, además de ocupar el cargo de ministro de Justicia de octubre de 1872 a marzo de 1873. Tras pasar por la oposición, asumió, en 1876, la presidencia de un Gobierno liberal durante unos meses. Más adelante volvió a significarse en contra de los liberales uniéndose a la oposición conservadora. Falleció en Schlangenbad (Ducado de Nassau), el 7 de septiembre de 1880. Fue un orador con talento. Entre sus publicaciones se encontraron títulos como  Chestia locuitorilor privită din punctul de vedere al Regul: organic (1866) y Despre pretinsa rescumpărare a căilor ferate (1879).